# Kunsthalle Mannheim

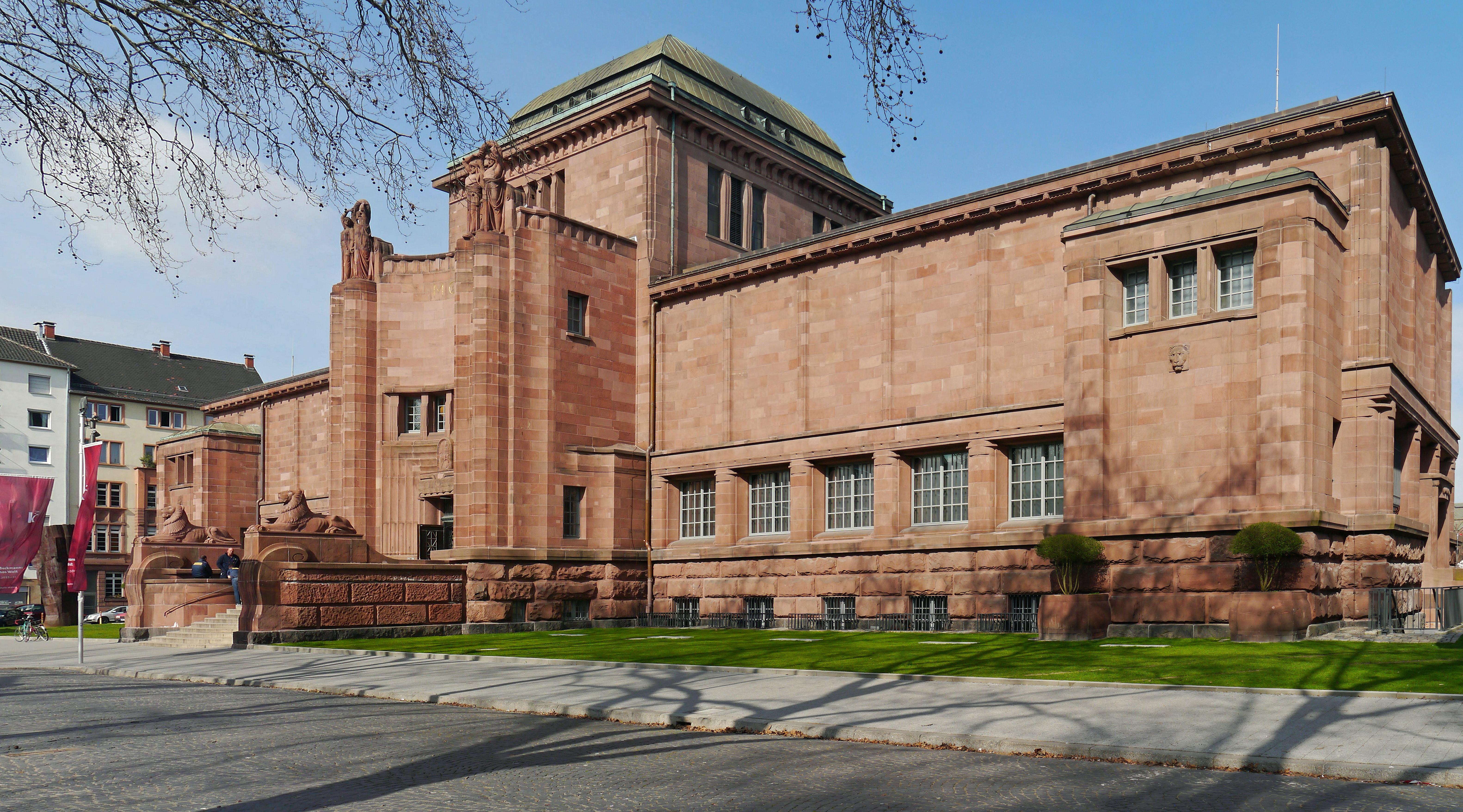
Portal des Altbaus (Billing-Bau), 2014

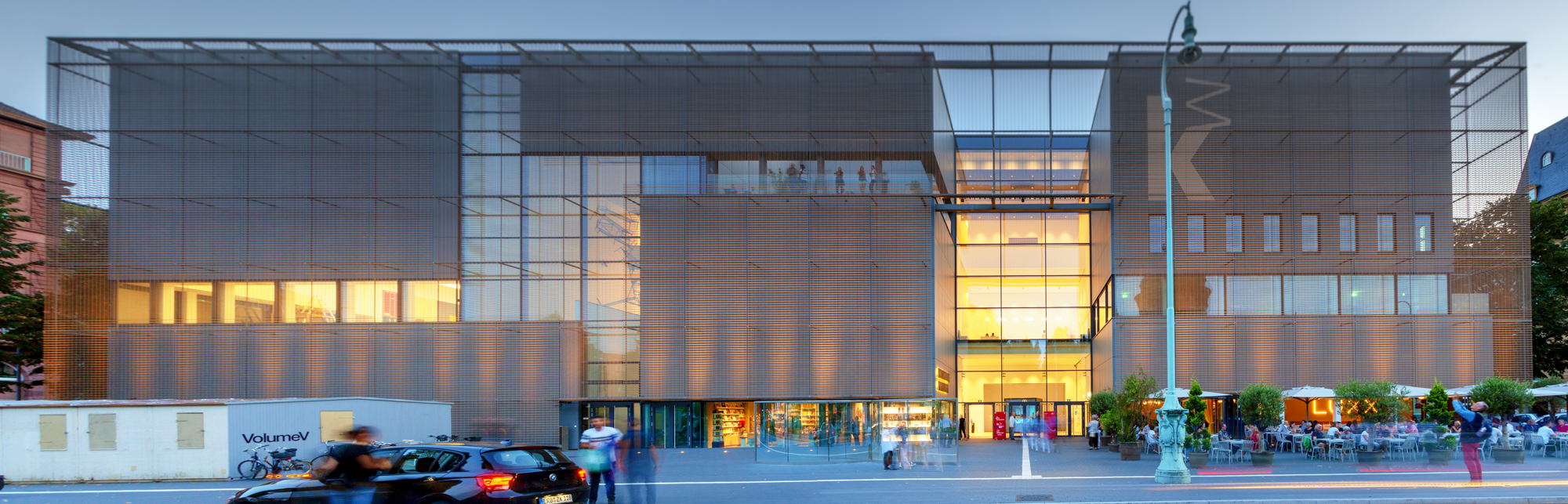
Neubau (Hector-Bau), 2018

Die Kunsthalle Mannheim ist ein Museum für moderne und zeitgenössische Kunst in Mannheim. Sie liegt am zentralen Friedrichsplatz und prägt seit über 100 Jahren das kulturelle Leben der Industriestadt am Rhein mit. Deutschlandweit zählt sie mit Werken von Édouard Manet bis Francis Bacon und einem Skulpturenschwerpunkt – im Spektrum von Auguste Rodin und Wilhelm Lehmbruck über Henry Moore und Marino Marini bis zu Mario Merz und Richard Long – zu den angesehensten bürgerschaftlichen Sammlungen der deutschen und internationalen Moderne bis zur Gegenwart. Am 1. Juni 2018 wurde der Erweiterungsbau offiziell eröffnet.

## Sammlung

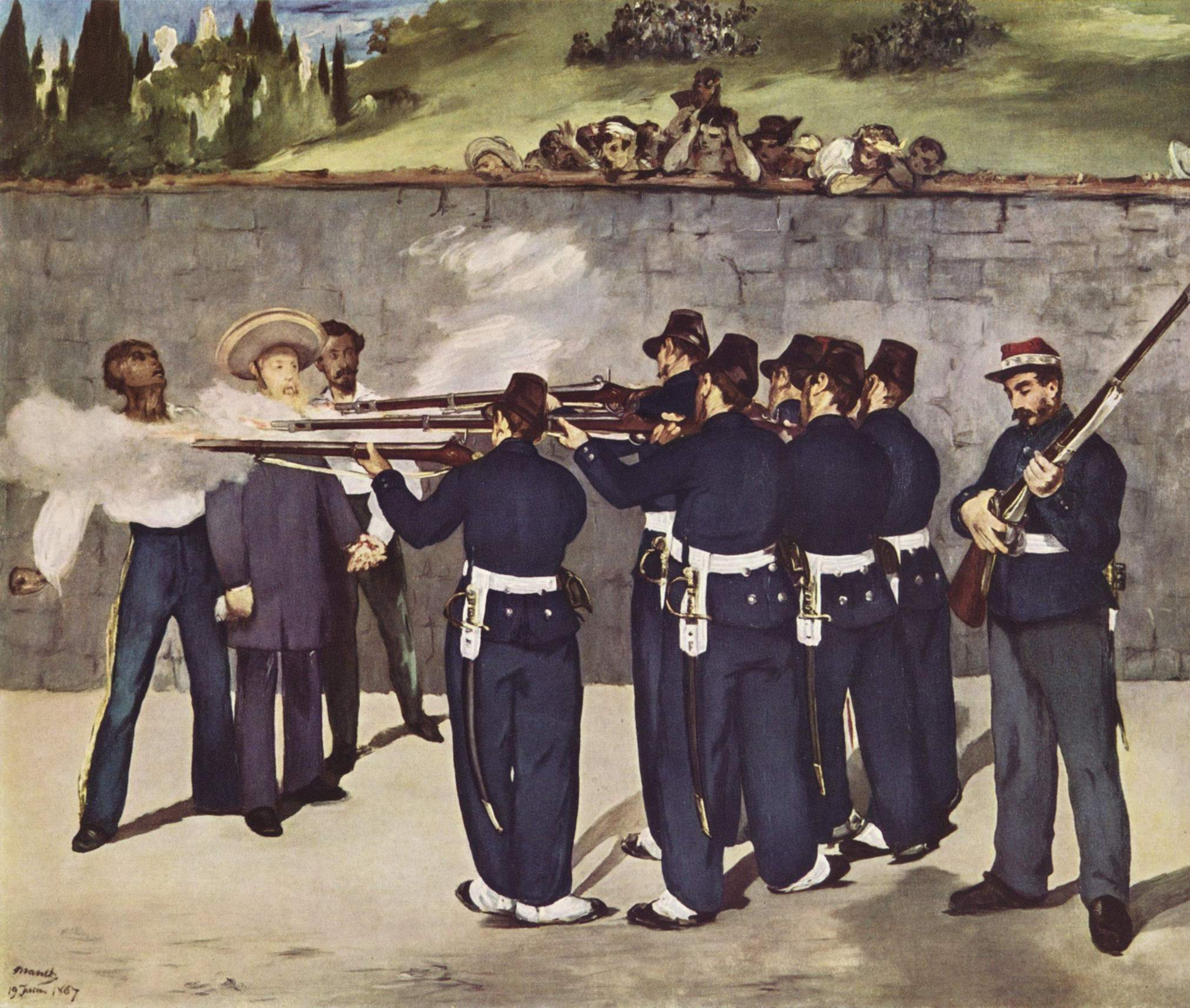
Édouard Manet: Die Erschießung Kaiser Maximilians von Mexiko

Neben ca. 2.150 Gemälden und 840 Skulpturen umfasst die Sammlung einen Bestand von ca. 33.000 Blatt Handzeichnungen, Aquarellen und Druckgraphiken sowie eine Werkkunstabteilung. Neben der ständigen Sammlungspräsentation werden jährlich Sonderausstellungen internationaler zeitgenössischer Kunst gezeigt.
Die Kunsthalle Mannheim besitzt Gemälde des 19. und 20. Jahrhunderts. Zu den bedeutendsten Künstlern zählen Friedrich, Dahl, Manet, Sisley, Géricault, Delacroix, Pissarro, Cézanne, von Marées, Schuch, Kokoschka, Rohlfs, Heckel, Schmidt-Rottluff, Munch, Macke, Delaunay, Dix, Beckmann, Grosz, Bacon, Götz,  Heinisch und Fuhr.
Die Skulpturensammlung ist besonders in Bezug auf das 20. Jahrhundert von Bedeutung. Sie enthält Werke von Belling, Bosslet, Brâncuși,  Christian, Daumier, Rodin, Rosso, Barlach, Degas, Lehmbruck, Archipenko, Harth, Arp, Hepworth, Matisse, Marini, Moore, Giacometti, Hajek, Serra, Zadkine, Chillida, Uhlmann, Lenk, Segal, Seitz, Rückriem, Hauser, Vostell, Heiner Thiel und Mayer. Seit den 1930er-Jahren gibt es die Außenausstellung von Werken der zeitgenössischen Bildhauerei im Skulpturengarten der Kunsthalle Mannheim.
Die graphische Sammlung wurde mit Rücksicht auf die finanziellen Mittel nicht im Hinblick auf Vollständigkeit angelegt, sondern setzt einzelne Schwerpunkte. Diese sind die Zeichnungen der Romantiker und Klassizisten, der Neuen Sachlichkeit und die Sammlung von Bildhauerzeichnungen. Hinzu kommt die europäische Druckgraphik des 15. bis 18. Jahrhunderts, darunter Dürer und Rembrandt.

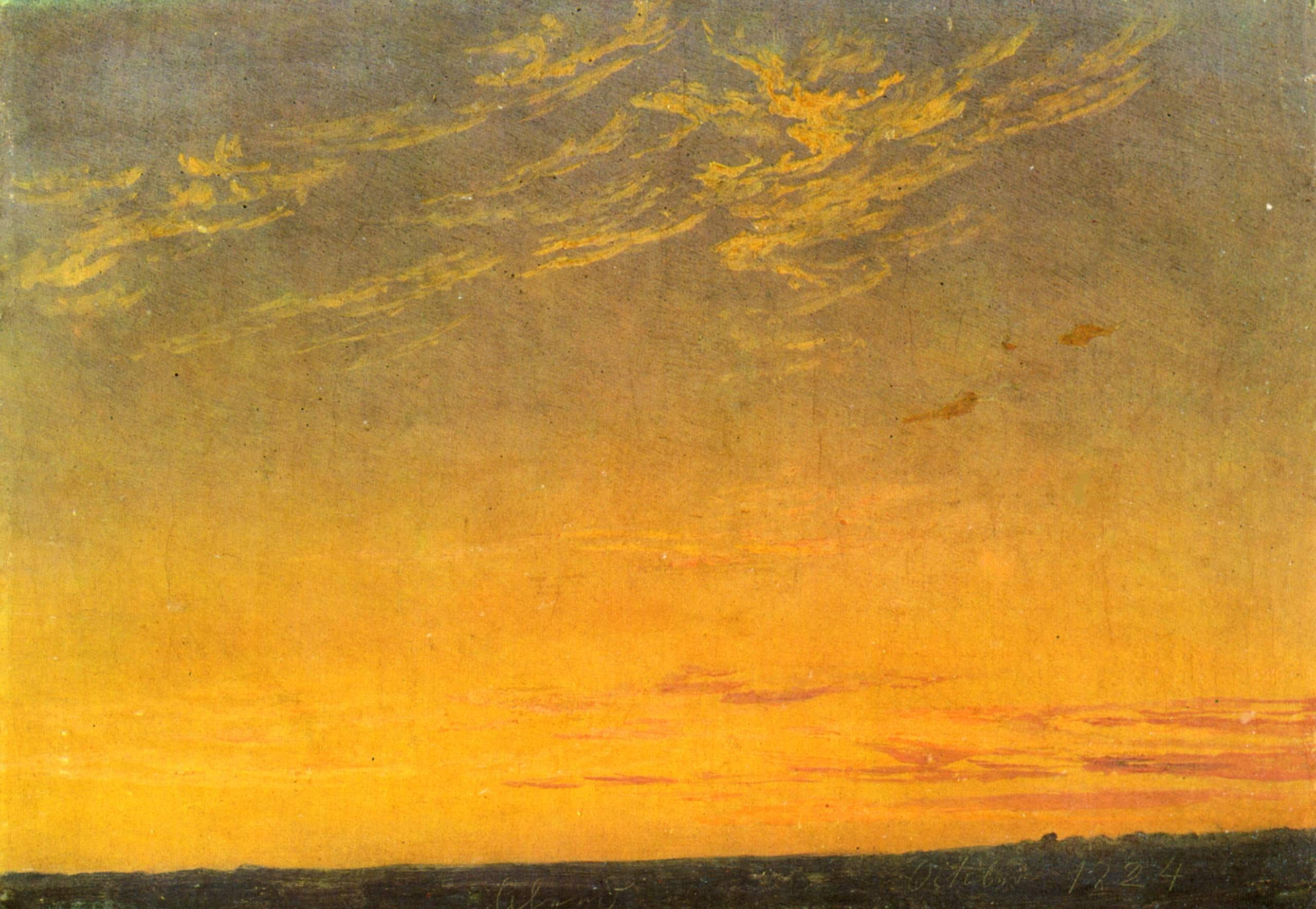
Caspar David Friedrich: Abend (Wolken)
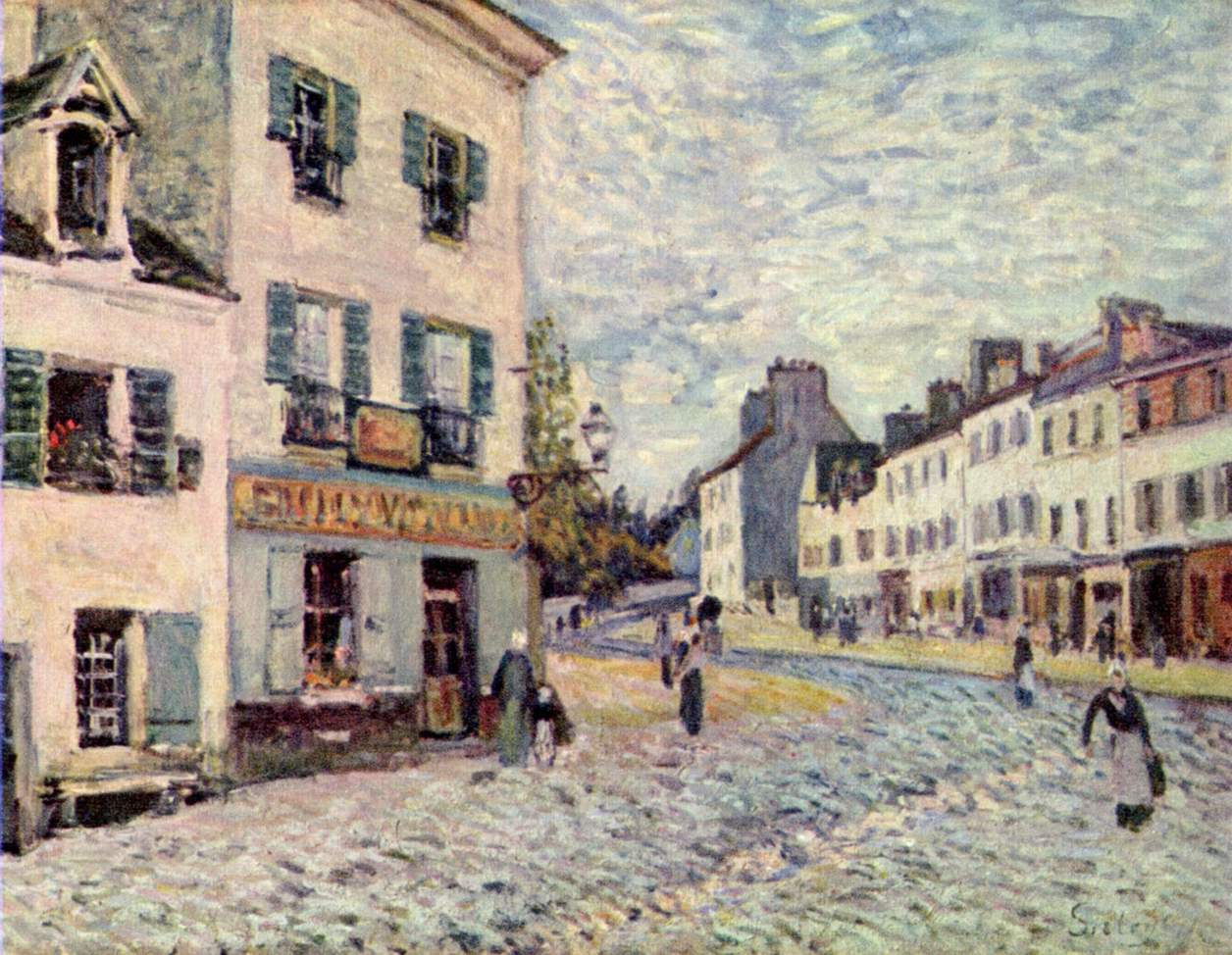
Alfred Sisley: Marktplatz in Marly
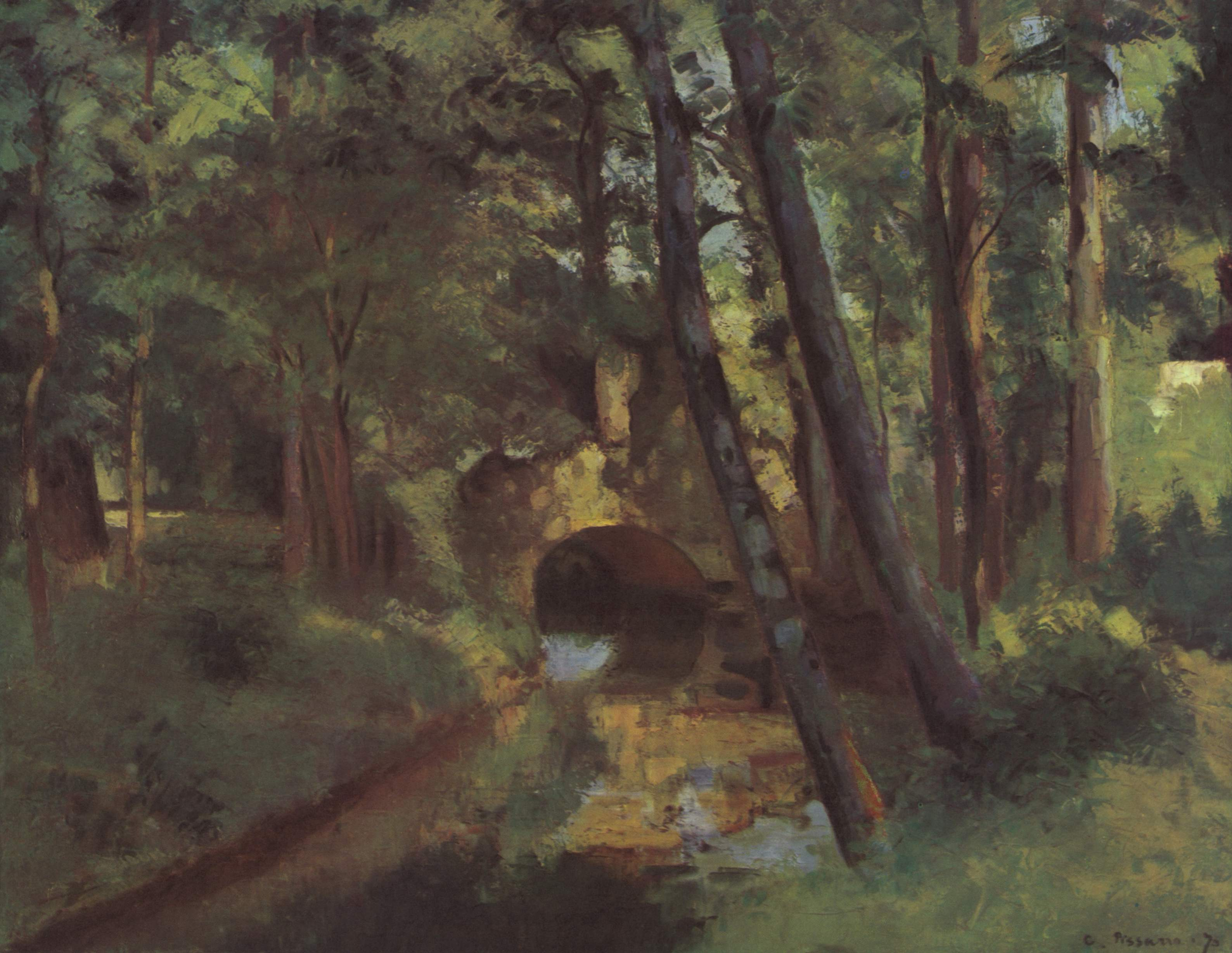
Camille Pissarro: Die Brücke
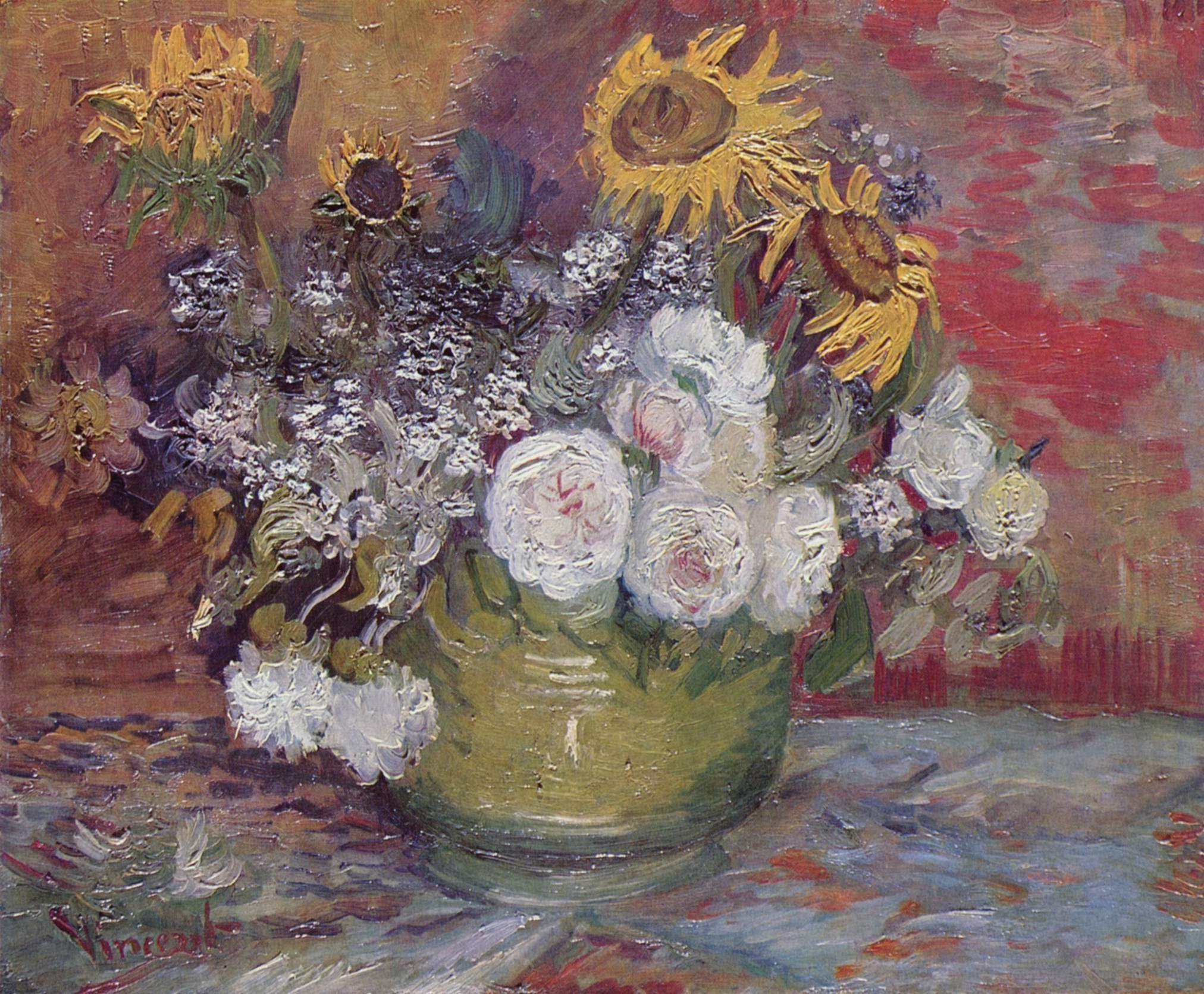
Vincent van Gogh: Stillleben mit Rosen und Sonnenblumen
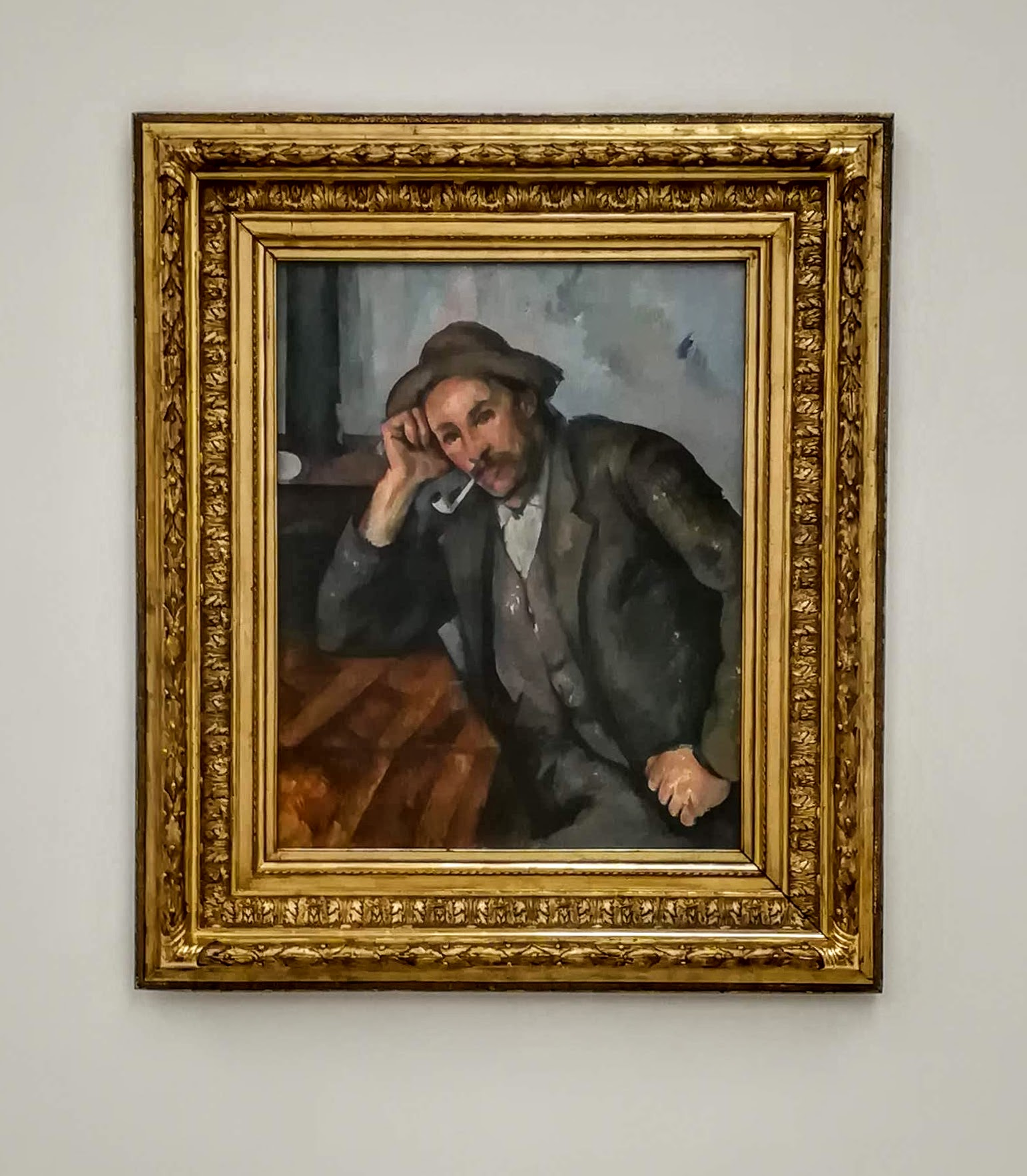
Paul Cézanne: Der Raucher mit aufgestütztem Arm
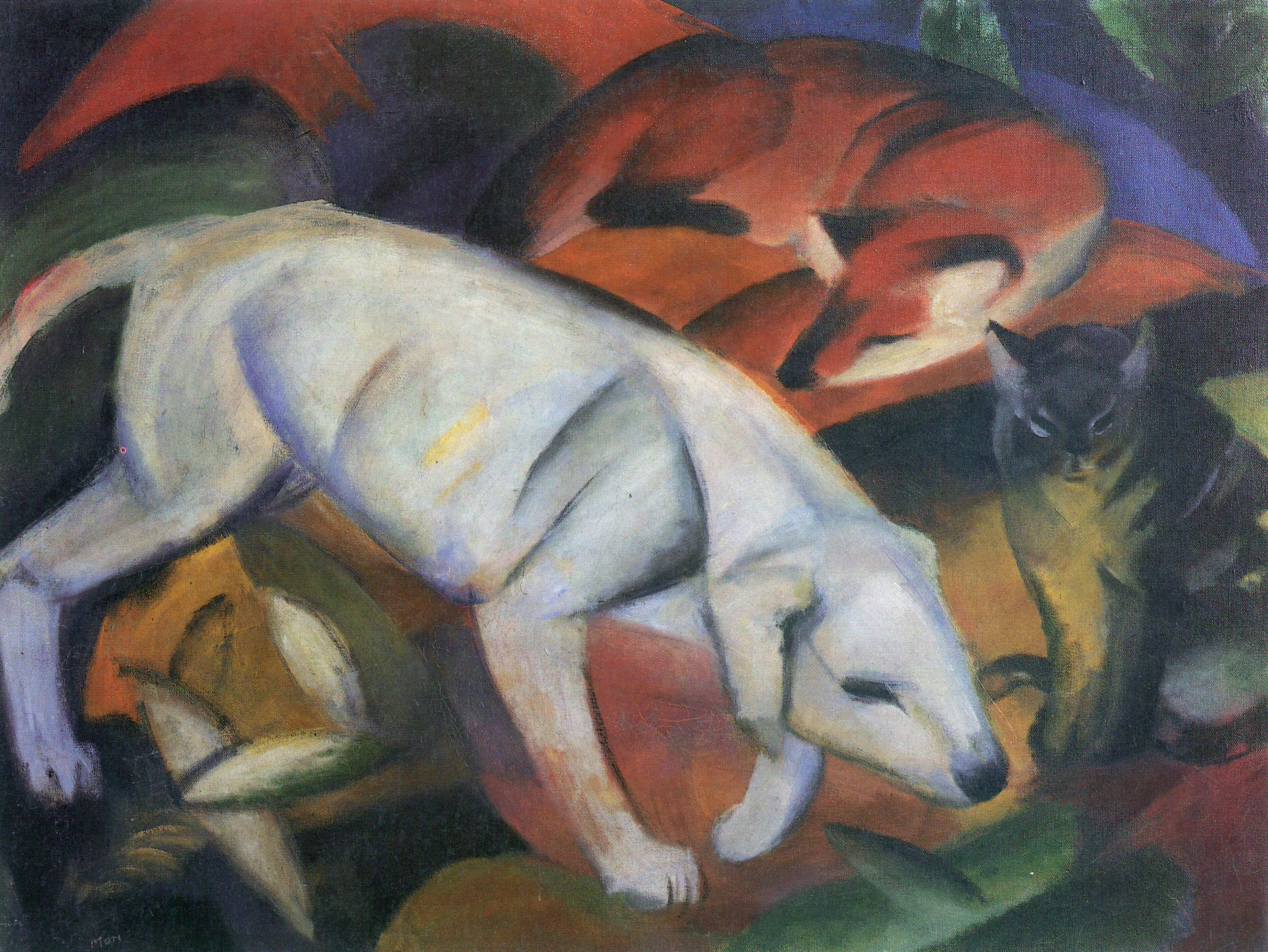
Franz Marc: Drei Tiere

## Geschichte

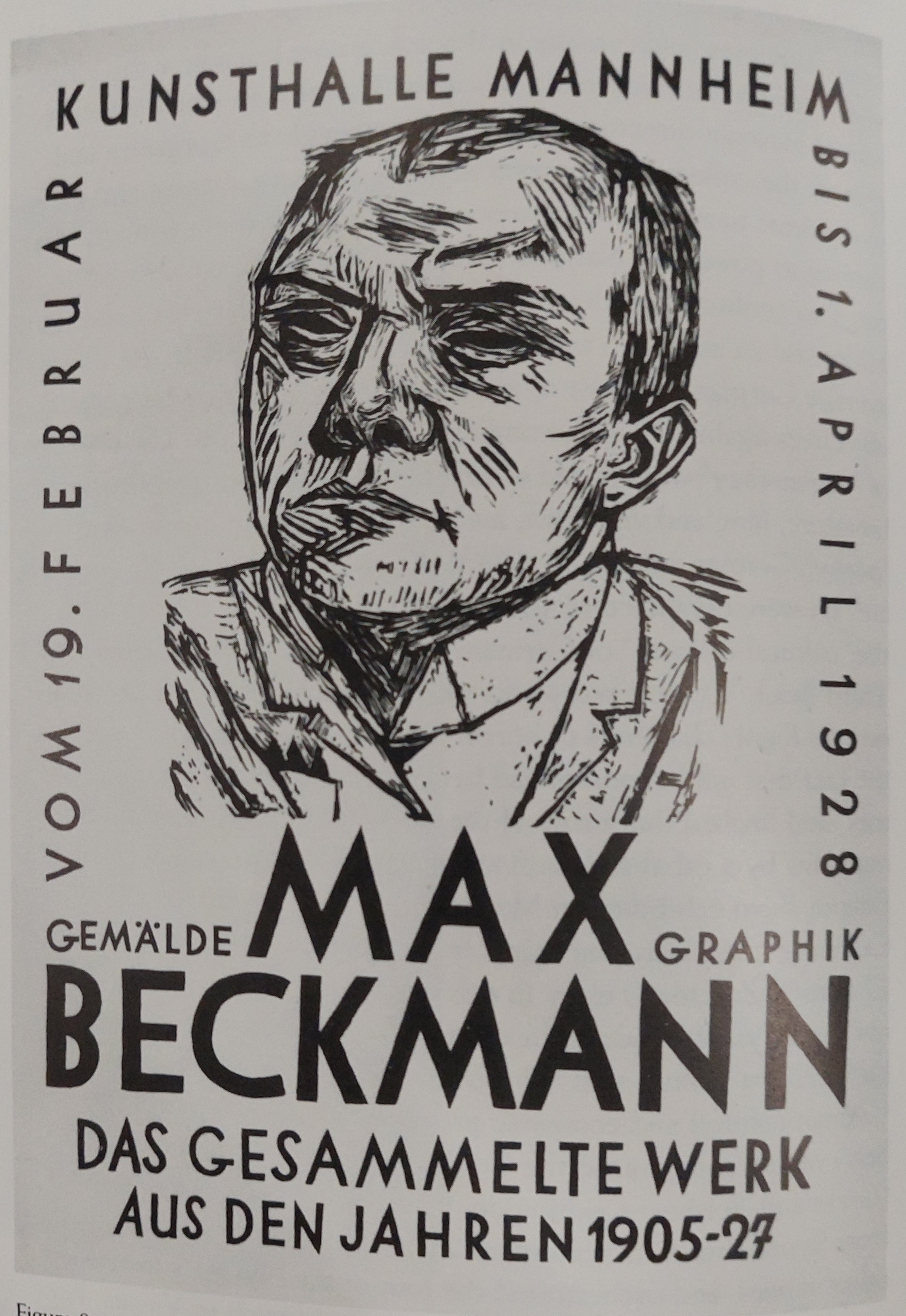
Beckmann-Ausstellung 1928

Die Kunsthalle wurde 1907 zum 300. Mannheimer Stadtjubiläum im Rahmen einer internationalen Kunst- und Gartenbauausstellung eröffnet. Die jüdischen Eheleute Julius (1841–1895) und Henriette Aberle (1847–1901) stifteten 236.250 Goldmark für die Errichtung der Kunsthalle. Den Grundstock der Sammlung begründeten die hinterlassenen Werke des großherzoglichen Galeriedirektors Karl Kuntz. Hinzu kamen 91 Gemälde aus dem Nachlass von James Emden (u. a. Feuerbach und Spitzweg). 1909 wurde Fritz Wichert als Leiter nach Mannheim geholt. Er erweiterte die Sammlung um französische Malerei.
1923 wurde Gustav Friedrich Hartlaub Direktor. Er zeigte 1925 eine Ausstellung zeitgenössischer Kunst mit dem Titel „Neue Sachlichkeit“, die damit einer ganzen Stilrichtung ihren Namen gab. Bedeutende Werke von Dix, Grosz oder Beckmann wurden unter seiner Ägide angeschafft. 1933 wurde Hartlaub von den Nationalsozialisten abgesetzt, die eine Ausstellung „Kulturbolschewistische Bilder“ veranstalteten. Ihm folgte 1936 Walter Passarge nach, der sich 1937 der „Reinigung der Museen von entarteter Kunst“ ausgesetzt sah. In dieser zweiten Welle von Beschlagnahmungen seit 1933 gingen der Kunsthalle 102 Gemälde, 8 Skulpturen, 491 grafische Arbeiten und 59 Mappenwerke verloren, von denen viele auf Dauer verschollen blieben. Einige gelangten 1939 zur Versteigerung und gehören heute ausländischen Museen (u. a. Kunstmuseum Basel, Musée des Beaux-Arts Lüttich, Guggenheim-Museum und Museum of Modern Art, beide New York). Während des Krieges wurden die Bestände zum größten Teil ausgelagert. Ab 1949 konnten Teile der Sammlung nach der Instandsetzung des schwer beschädigten Hauptbaus wieder gezeigt werden.

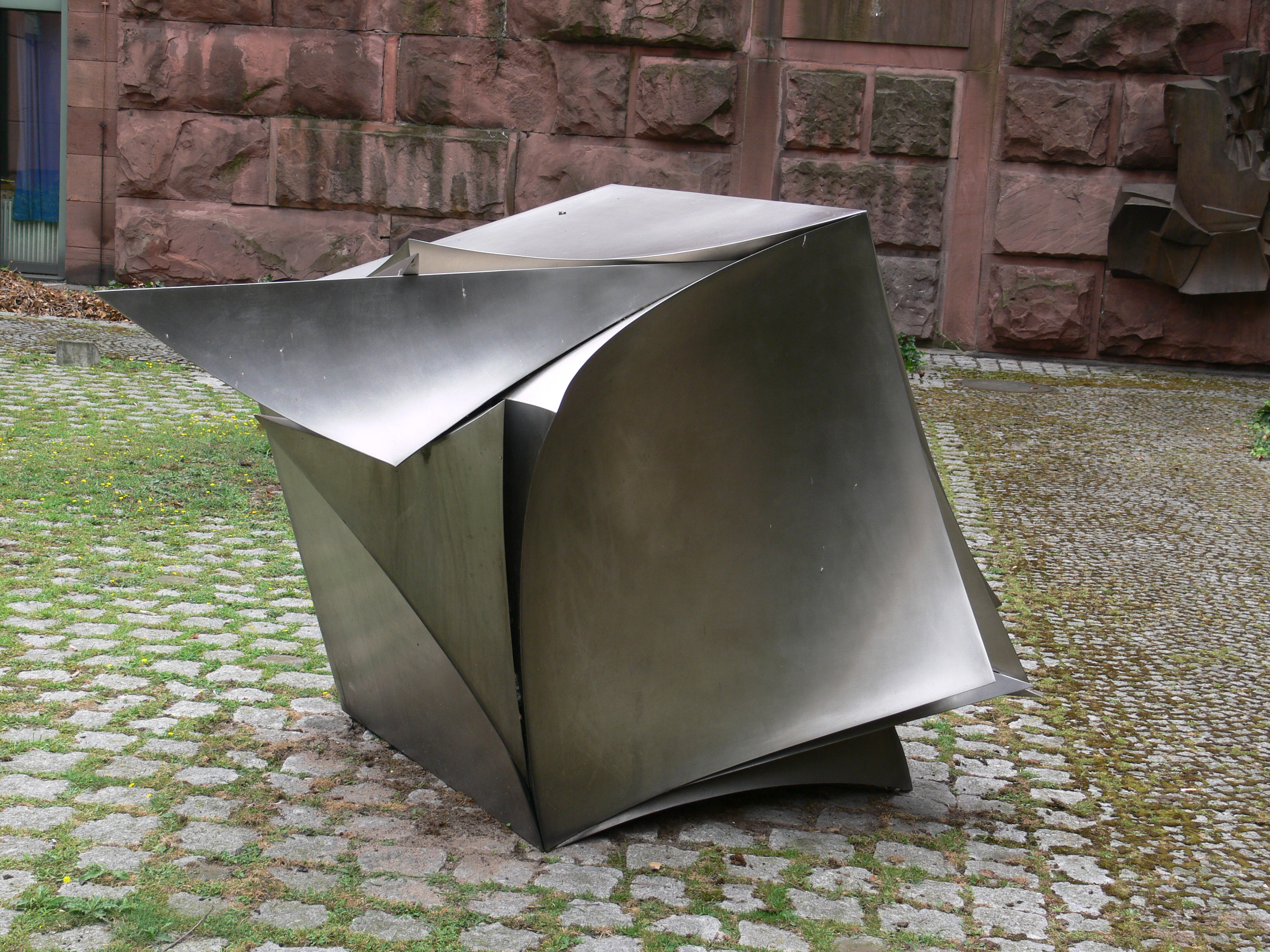
Skulptur 6/77 von Erich Hauser

Walter Passarge verlagerte den Schwerpunkt des Hauses in seiner Dienstzeit bis 1945 auf das politisch weniger verfängliche Kunstgewerbe. Nach 1945 gelang es ihm sowie seinem ab 1959 amtierenden Nachfolger Heinz Fuchs, die in die Sammlung gerissenen Lücken einigermaßen zu schließen, wobei sich Passarge insbesondere der deutschen und modernen Kunst sowie der dem 19. und 20. Jahrhundert gewidmeten Sammlungen annahm. Systematisch wurde außerdem die Plastiksammlung ausgebaut.
1983 wurde der große Erweiterungsbau (Mitzlaff-Bau) eröffnet. Von 1984 an übernahm Manfred Fath die Leitung, der 1999 – dank einer großzügigen Stiftung – mit dem umgebauten angrenzenden ehemaligen Bunker die Ausstellungsfläche erweitern durfte.
Ab 2003 hob Rolf Lauter die chronologische Präsentation der Sammlung auf. Stattdessen wurde diese themenbezogen neu präsentiert und um Fotografien und Videoinstallationen erweitert. Im Herbst 2007 wurde er vom Gemeinderat wegen finanzieller Unregelmäßigkeiten von der Leitung der Kunsthalle entbunden. Die kommissarische Leitung hatte die langjährige Kuratorin an der Kunsthalle Inge Herold.
2008 übernahm die Kunsthistorikerin Ulrike Lorenz die Leitung der Kunsthalle. Am 30. Oktober 2018 wurde Lorenz zur Präsidentin der Klassik Stiftung Weimar gewählt. Sie trat ihr Amt im August 2019 an. Ihr Nachfolger als Leiter der Kunsthalle Mannheim ist der dänische Kurator Johan Holten.
2009 wurde nach einer Neuhängung im Jugendstilgebäude der Kunsthalle die Mannheimer Schausammlung eröffnet. Hierfür unterteilte man die Sammlung in zwölf Themenräume verschiedener Epochen der Kunstgeschichte von der Romantik bis zum Realismus.
Bis 2018 wurde der Mitzlaff-Bau abgerissen und durch den größeren Hector-Bau ersetzt. Am 1. Juni 2018 fand die Neueröffnung der Kunsthalle mit einem „Grand Opening“ und einer Ausstellung von Fotografien des Kanadiers Jeff Wall statt.

## Architektur
Die Kunsthalle wurde bis 1907 von dem Architekten Hermann Billing erbaut. Obwohl sie der Stadt als Prestigeobjekt diente, wurde sie nicht direkt an den prächtigen Friedrichsplatz gestellt, sondern etwas vom Platz weg mit dem Haupteingang an die Moltkestraße versetzt. Die Freifläche war für das später andernorts errichtete Reiss-Museum vorgesehen.
Eine dreiflügelige T-Form bildet den Grundriss. Der Mittelbau wird von einer Kuppel gekrönt. Die Fassade wurde im Jugendstil gestaltet und korrespondiert mit ihrem roten Sandstein mit der bereits vorhandenen Bebauung am Friedrichsplatz.
Nachdem das Reiss-Museum im Zeughaus eingerichtet worden war, plante man ab 1960 auf der Freifläche einen Erweiterungsbau der Kunsthalle. Hierzu wurde das Architekten-Büro Lange, Mitzlaff, Böhm und Müller beauftragt. Nach mehreren Planungsänderungen und Finanzierungsschwierigkeiten wurde der Neubau 1983 eröffnet. An der neuen Fassade wurde auf Schnörkel verzichtet, weil die Skulpturen ungestört zu Geltung kommen sollten. Durch den roten Sandstein verschmolzen aber Alt- und Neubau zu einer Einheit. Und nun öffnete sich das Haus mit dem Haupteingang hin zum Wasserturm auf dem Friedrichsplatz.
Von 2010 bis 2013 wurde das Jugendstilgebäude der Kunsthalle generalsaniert. Im Haus am Friedrichsplatz lief der Museumsbetrieb währenddessen weiter. Im Billing-Bau gibt es mehrere Geschosssprünge, die nicht barrierefrei saniert wurden. Die hohe Freitreppe ist für Rollstuhlfahrer nicht überwindbar; Rampen oder Aufzüge konnten nicht realisiert werden.

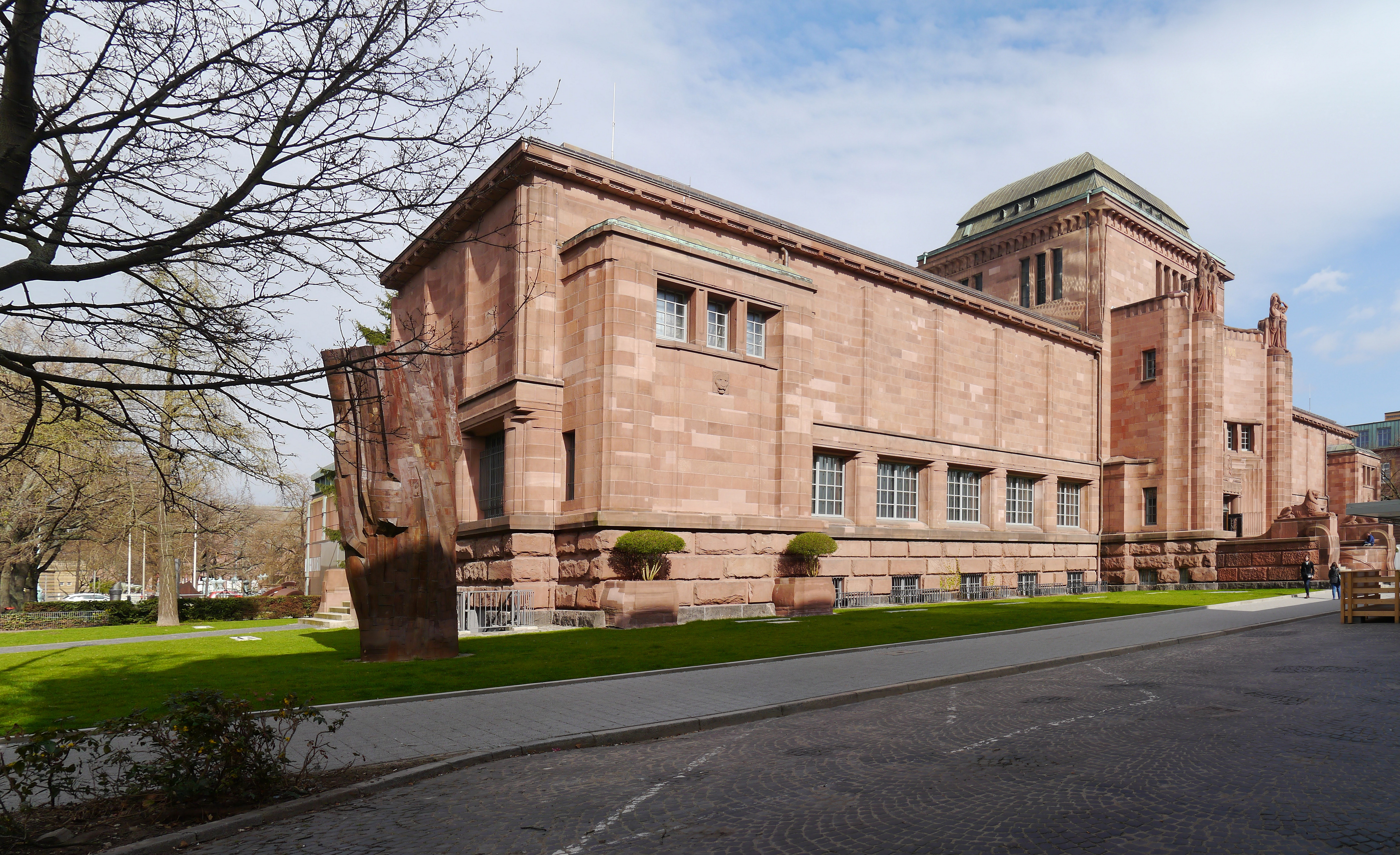
Billing-Bau
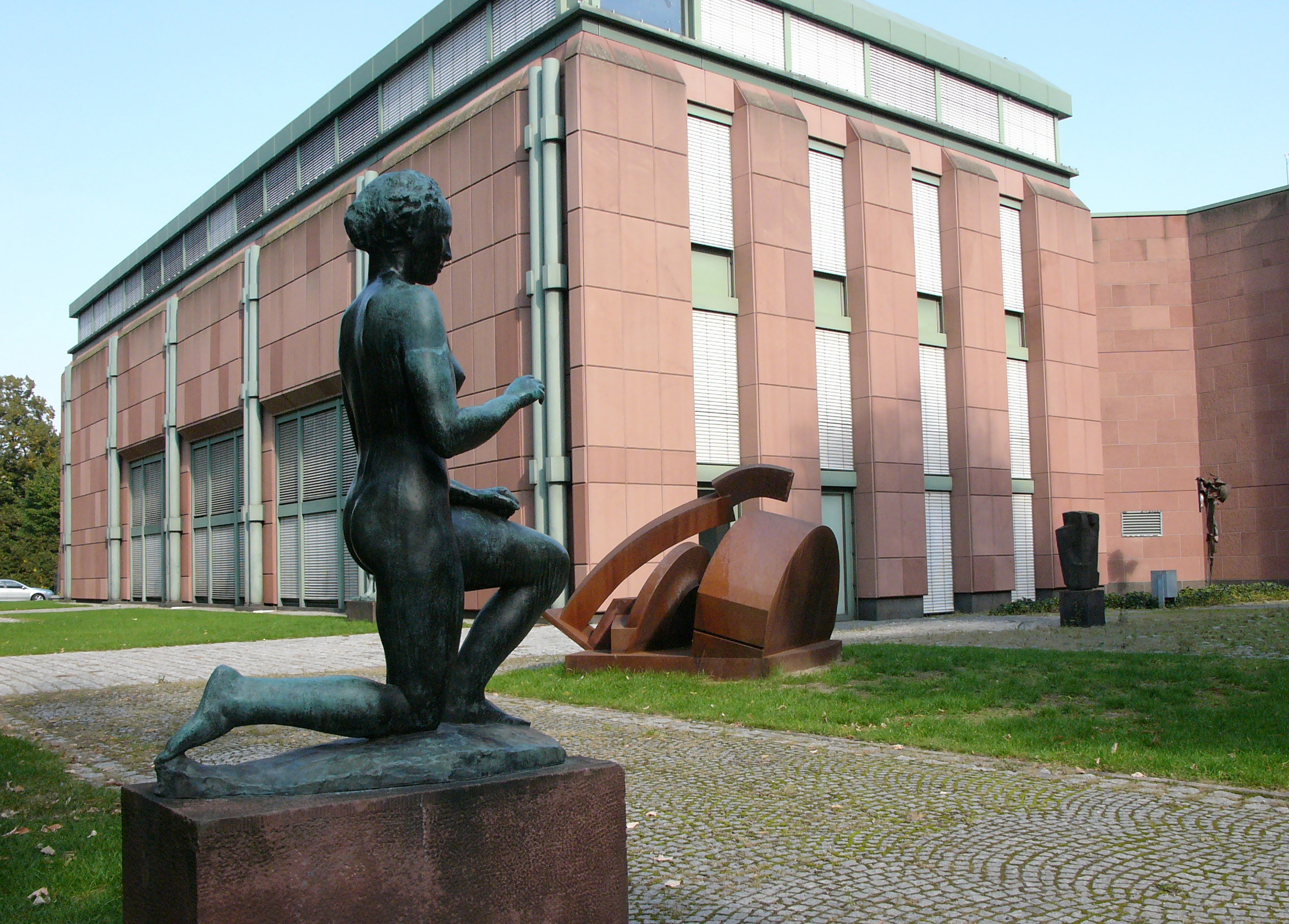
Mitzlaff-Bau 1983–2014
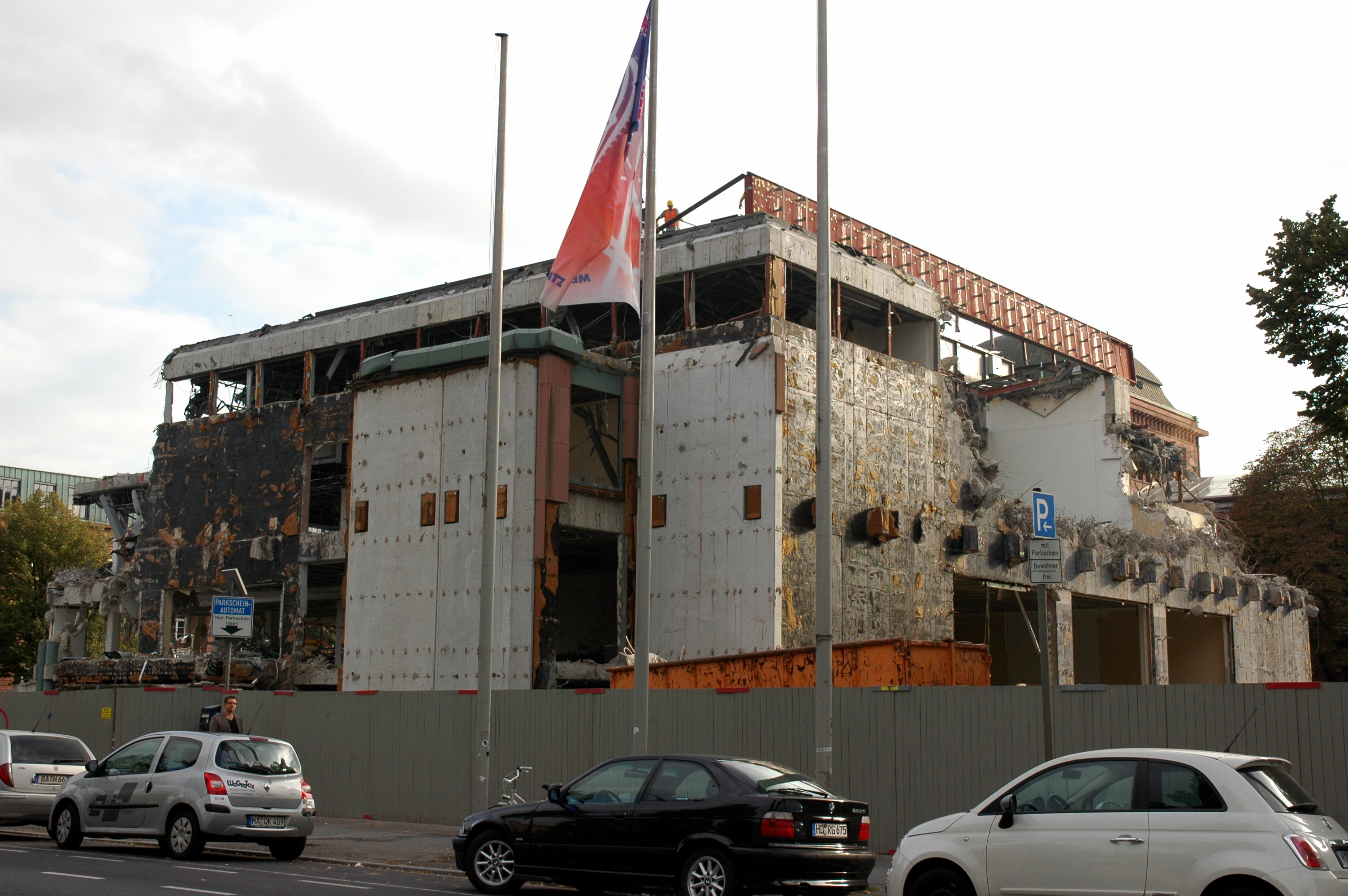
Abriss des Mitzlaff-Baus, 2014

## Neubau

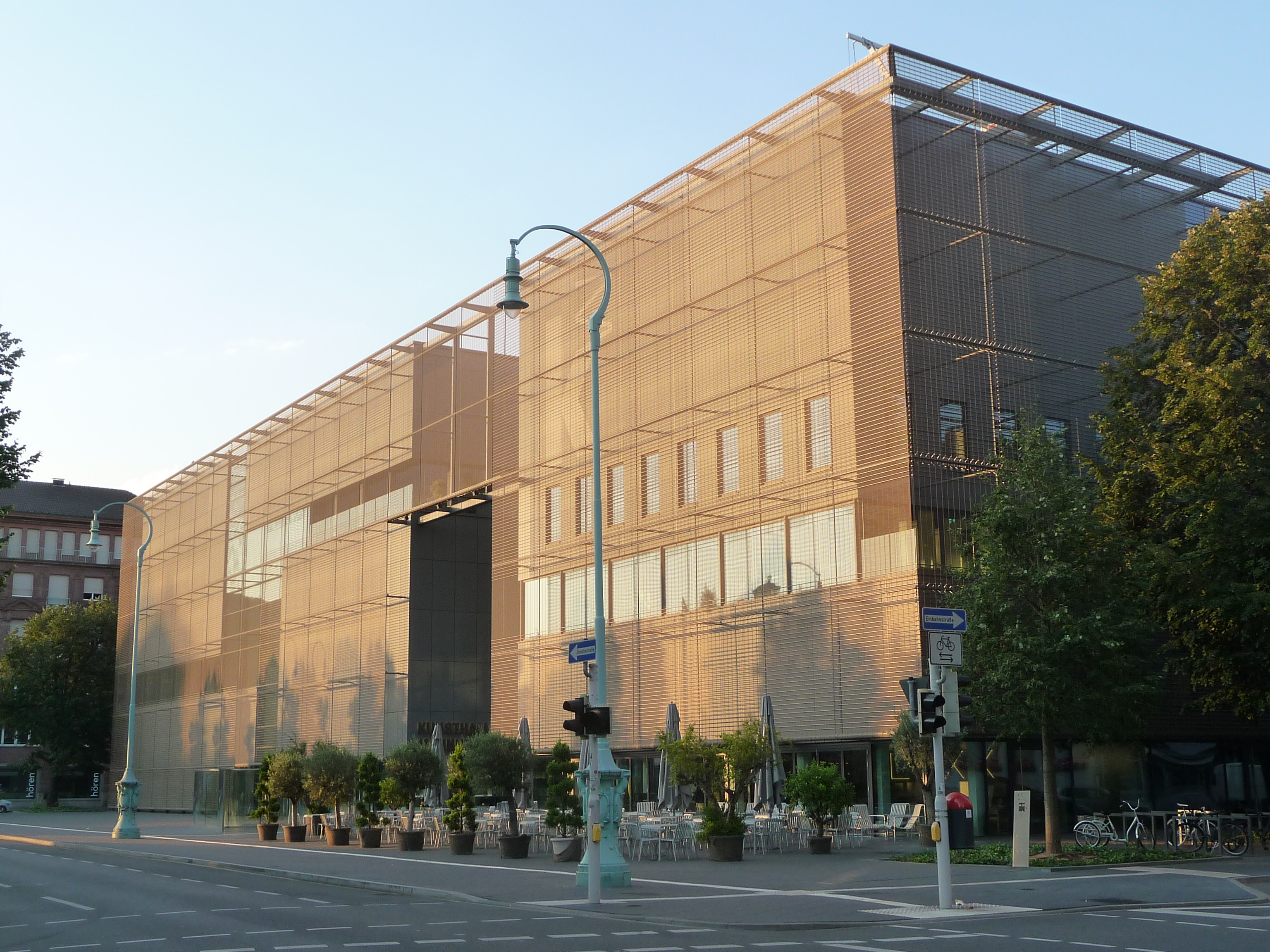
Kunsthalle Mannheim, Neubau, 2018

Da sowohl der Mitzlaff-Bau als auch der darunter liegende Tiefbunker, der als Kunstlager diente, gravierende bauliche Mängel aufwiesen, wurden sowohl eine Sanierung als auch ein Neubau des betroffenen Gebäudetrakts in Betracht gezogen. Die Leitung der Kunsthalle sprach sich für den Neubau mit geschätzten 67,8 Millionen Euro als die beste und nachhaltigere Variante aus.
Im Juli 2011 sagten der SAP-Gründer Hans-Werner Hector und seine Frau Josephine eine Spende von 50 Millionen Euro für einen Neubau zu. Nach einer weiteren Finanzierungszusage der Stadt wurde 2012 ein Architektenwettbewerb durchgeführt, an dem zahlreiche Architekturbüros teilnahmen. In der ersten Runde wurden drei erste Preise an die Entwürfe der Architekten Volker Staab, Peter Pütz sowie Gerkan, Marg und Partner (gmp) vergeben. Nach entsprechenden Nachverhandlungen in den Detailplanungen wurde das Büro Gerkan, Marg und Partner als Sieger bestimmt. Verantwortlicher Architekt war Nikolaus Goetze. Mit seinem Bau versuchte er, die Idee einer „Stadt in der Stadt“ umzusetzen.

## Direktoren
- 1909–1923: Fritz Wichert
- 1923–1933: Gustav Friedrich Hartlaub
- 1933–1958: Walter Passarge
- 1959–1983: Heinz Fuchs
- 1984–2002: Manfred Fath
- 2002–2007: Rolf D. Lauter
- 2008–2019: Ulrike Lorenz
- seit 2019: Johan Holten (ab 1. Juni 2025 stellvertretende Direktorin Luisa Heese.[13])

## Filme
- Kunst für alle – Die neue Mannheimer Kunsthalle. Dokumentarfilm, Deutschland, 2018, 44:40 Min., Buch und Regie: Eberhard Reuß, Produktion: SWR, Reihe: kulturmatinée, Erstausstrahlung: 10. Juni 2018.[14]
- Die Kunsthalle Mannheim (= Museums-Check. Folge 52). Reportage, 30 Min., Moderation: Markus Brock, Produktion: 3sat. Erstausstrahlung: 5. August 2018.[15]